# Достъп до информация
Достъпът до информацията е област от информатиката и библиотечните науки, която се отнася до осигуряването на безплатен и открит достъп до информация. Темата покрива много аспекти на авторското право, отворен код, личната тайна и сигурността.
Обезпечаване е направено в законите за авторско и патентно право за информация в публичната сфера.
Законът за Достъп до Обществена Информация (ЗДОИ) е обнародван в бр. 55 на Държавен вестник от 7 юли 2000 г.
Такъв закон се приема за първи път в България.
Нормативите за разходите по предоставяне на обществена информация са определени със Заповед ЗМФ № 1472 от 29 ноември 2011 г. за актуализация на нормативите за разходите по предоставяне на обществена информация, обнародвана в ДВ бр. 98 от 13.12.2011 г., която отменя Заповед № 10 на МФ от 10 януари 2001 г. за определяне нормативи за разходите при предоставяне на обществена информация по Закона за достъп до обществената информация според вида на носителя публикувана в Държавен вестник на 07.07.2000 г., обнародвана в ДВ бр. 98 от 13.12.2011 г.
Библиотекарите в САЩ винаги са защитавали свободния и открит достъп до правителствена информация.